# 浑弥县
浑弥县，古县名。
西汉元封三年（前108年）置，治所在今朝鲜平安南道西北部滨海一带。属乐浪郡。西晋末废。 